# Schomburg-Denkmal

Das originale Schomburg-Denkmal an seinem ersten Standort

Das Schomburg-Denkmal in Kassel ist ein 1879 zum ersten Mal enthülltes Denkmal für den liberalen Politiker und Kasseler Oberbürgermeister Karl Schomburg. Nachdem die erste Ausführung der überlebensgroßen Bronzebüste von Carl Echtermeier mehrmals den Standort wechselte und im Zweiten Weltkrieg eingeschmolzen wurde, wurde 1982 ein Nachguss neben seinem Wirkungsort, dem Kasseler Ständehaus am Ständeplatz aufgestellt.

## Beschreibung
Die 116 Zentimeter hohe Büste aus Bronze zeigt Karl Schomburg in einer hochgeschlossenen Jacke mit Halstuch. In jungen Jahren, von einem Künstler, der nach Schomburgs Tod geboren wurde, dargestellt, treten insbesondere seine Bartkoteletten und das lockige Haar als Wiedererkennungsmerkmal in den Vordergrund. An der rechten Seite die Signatur des Künstlers, abgekürzt als „Carl Echterm.“ Rückseitig befindet sich das Datum des Nachgusses sowie der Hinweis auf den Hersteller des Nachgusses in Eschenburg. Die Plastik steht seit 1982 auf einem zwei Meter hohen Sockel aus Beton, auf deren Vorderseite eine Bronzetafel angebracht ist. Diese Tafel trägt die Beschriftung: „Karl Schomburg / 1791–1841 / Oberbürgermeister / der Stadt Kassel / Präsident des Kur- / hessischen Landtages“

## Geschichte

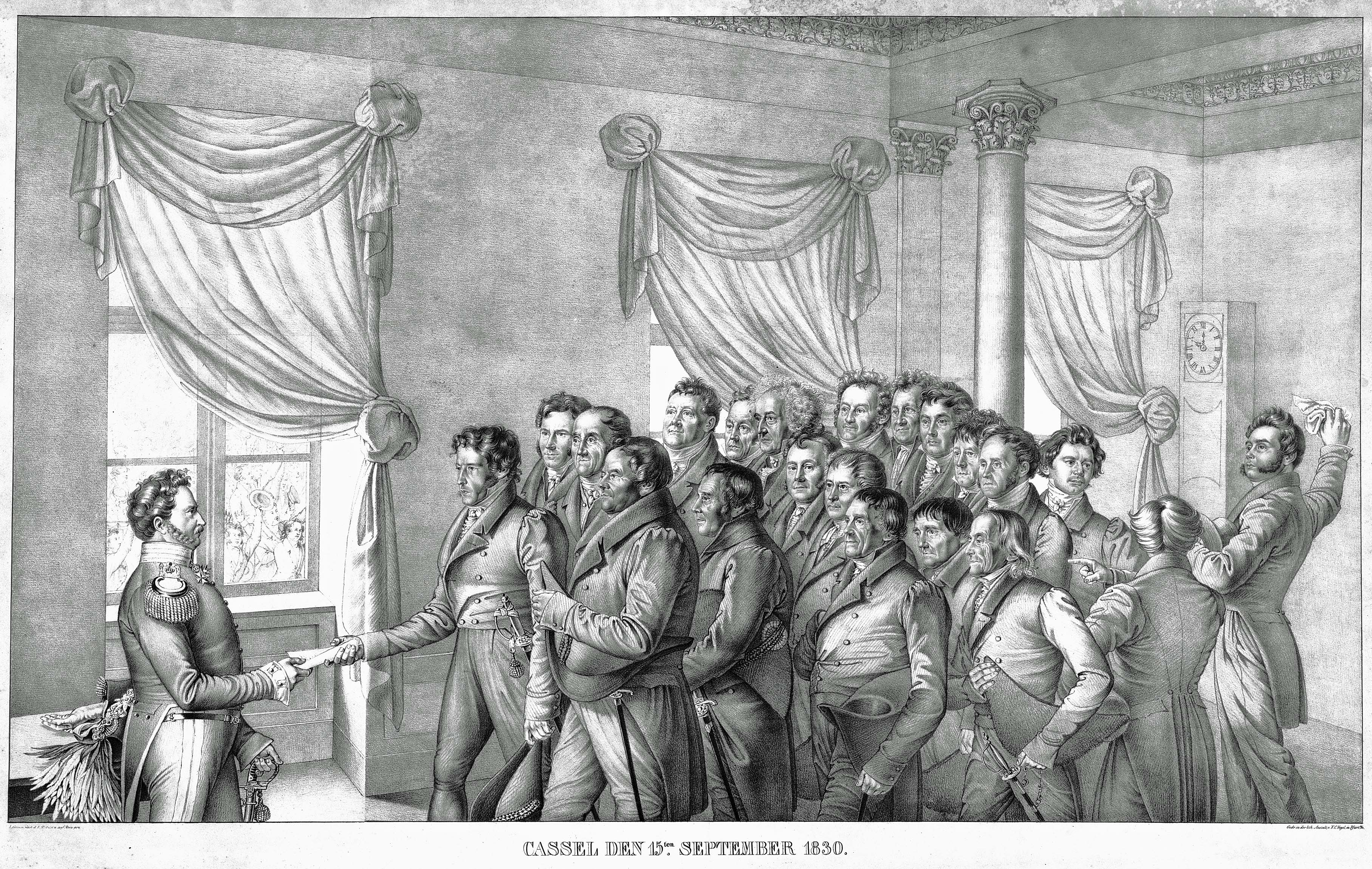
Echtermeier orientierte sich bei der Darstellung Schomburgs an das Verfassungsbild von Ludwig Emil Grimm

Auch nach Schomburgs frühem Tod 1841 blieb der Politiker im kollektiven Gedächtnis des Kasseler Bürgertums präsent. Dazu trugen auch zahlreiche künstlerische Bildwerke bei, wie das Verfassungsbild von Ludwig Emil Grimm. Dennoch kam es nach Schomburgs Tod lange nicht zu einem angemessenen Erinnerungsort, wie Friedrich Oetker 1877 in seinen Lebenserinnerungen beklagte. Daraufhin trat bereits im Januar des folgenden Jahres ein Ausschuss an die Öffentlichkeit, der um Spenden für ein Denkmal warb. Zahlreiche Unterzeichner des Aufrufs stammten aus der städtischen Administration, aber auch das Bürgertum (u. a. Oscar Henschel) engagierte sich für eine schnelle Umsetzung der Pläne. Am 11. Oktober 1879 wurde die nach einem Entwurf von dem gebürtigen Kasseler Carl Echtermeier bei Lenz gegossene Büste enthüllt. Die Feierlichkeiten fanden am 88. Geburtstag des Geehrten statt. Unter den zahlreichen Gästen der Schomburgs Sohn, der großherzoglich Sachsen-Weimarische Staatsrat Julius Schomburg und als Redner der Zeitgenosse, Journalist und Mitstreiter Salomon Hahndorf. Seinen ursprünglichen Standort fand das Denkmal auf dem Messplatz, unweit des ehemaligen Oberneustädter Rathauses, bis es 1905 dem Bau des neuen Kasseler Rathauses weichen musste. Daraufhin wurde es auf den Ständeplatz versetzt und 1933 in die Vorhalle des Rathauses. 1935 wurde es schließlich im Stadthallengarten aufgestellt, bevor es 1941 zur Materialgewinnung im Krieg eingeschmolzen wurde.

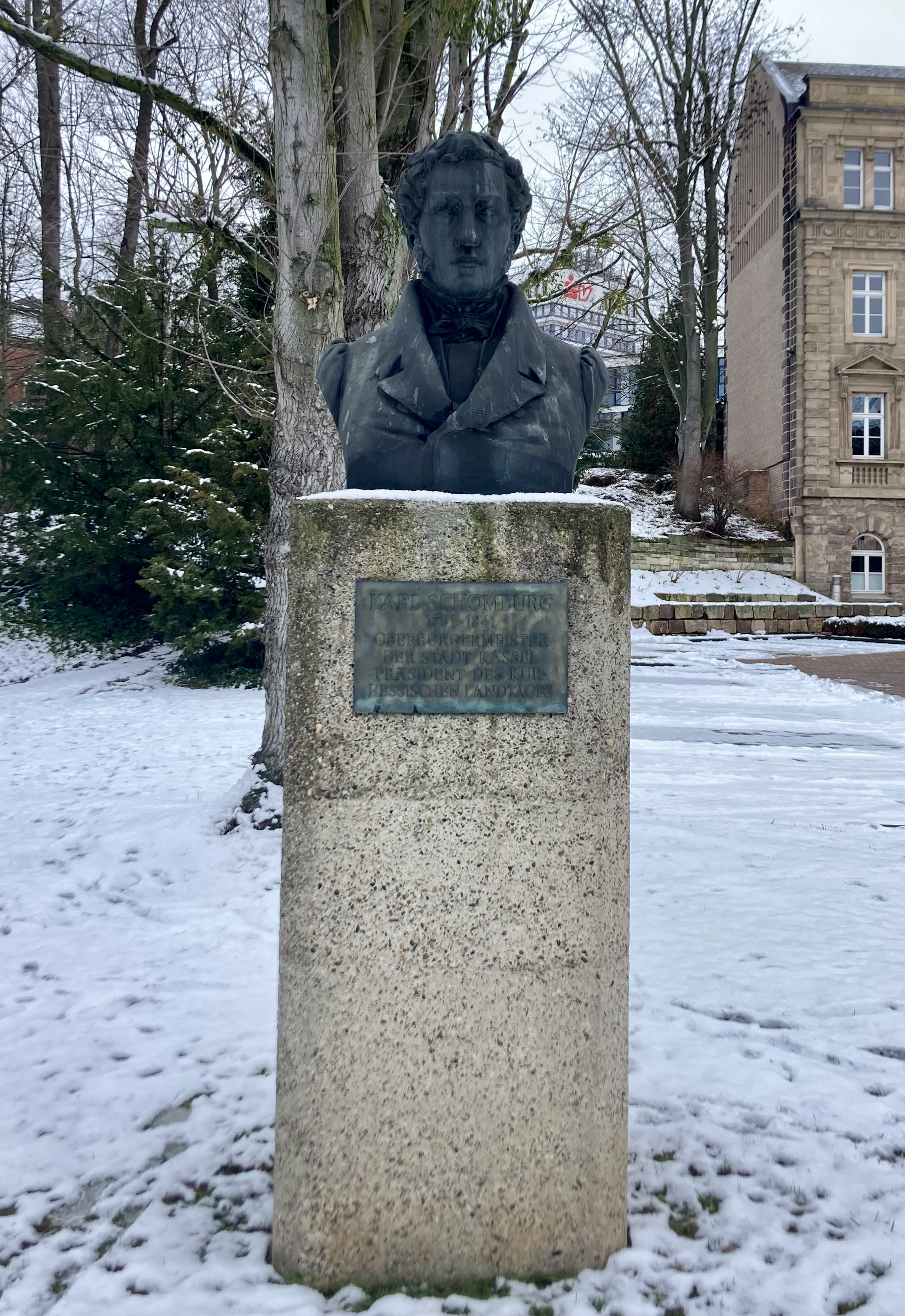
Der 1982 aufgestellte Nachguss des Schomburg-Denkmals

1962 wurden auf dem Dachboden der Murhardschen Bibliothek Gipsabgüsse zahlreicher im Krieg eingeschmolzener Denkmäler gefunden, wodurch ein Nachguss möglich wurde. Erst am 1. September 1982 wurde das Denkmal erneut am Ständeplatz aufgestellt. Durch die örtliche FDP wurde eine Spendensammlung zur Finanzierung initiiert und das Denkmal durch den damaligen Vizepräsidenten des Deutschen Bundestages Richard Wurbs an den Landeswohlfahrtsverband übergeben, der das Grundstück zur Verfügung stellte.